# Chester Himes Award
Der Chester Himes Award war ein US-amerikanischer Literaturpreis für Kriminalliteratur (Black Crime Fiction), der zwischen 1996 und 2003 von den Friends of Chester Himes (FOCH) verliehen wurde. Mit der Auszeichnung sollten Einfluss und Bedeutung der afro-amerikanischen Schriftsteller für die Kriminalliteratur hervorgehoben werden. Die Verleihung erfolgte jährlich auf der Black Mystery Writers Conference in Oakland/Kalifornien. Gründerin der FOCH war Janette (Jan) L. Faulkner (* 1. Mai 1934, † 19. Juni 2008), Psychiaterin und Sozialarbeiterin, gebürtig in  Kansas City (Missouri).
Chester Himes (1909–1984) gilt immer noch als einer der bedeutendsten Schriftsteller der Black Crime Fiction. Viele seiner Werke liegen in deutscher Übersetzung vor, so z. B. Schwarzes Geld für weisse Gauner, Die Geldmacher von Harlem oder Blind, mit einer Pistole.

## Preisträger
| Jahr | Preisträger/-in      | Jahr | Preisträger/-in | Jahr | Preisträger/-in | Jahr | Preisträger/-in |
| ---- | -------------------- | ---- | --------------- | ---- | --------------- | ---- | --------------- |
| 1996 | Gar Anthony Haywood  | 1997 | Terris Grimes   | 1998 | Walter Mosley   | 1999 | Robert Greer    |
| 2000 | Eleanor Taylor Bland | 2001 | Alice Holman    | 2002 | Renay Jackson   | 2003 | Gary Phillips   |